# Уппландс-Весбю — Соллентуна
Уппландс-Весбю — Соллентуна — міська територія визначена Статистичним управлінням Швеції в лені Стокгольм. Міська територія з цим розмежуванням та назвою була додана в 2016 році, і поселення складається з частин, що належали комуні Соллентуна до 2015 року та міські території Уппландс-Весбю і Екебю.
З населенням 139 606 (31 грудня 2015), міська територія є п'ятою за величиною в Швеції.

## Підрозділ міської території

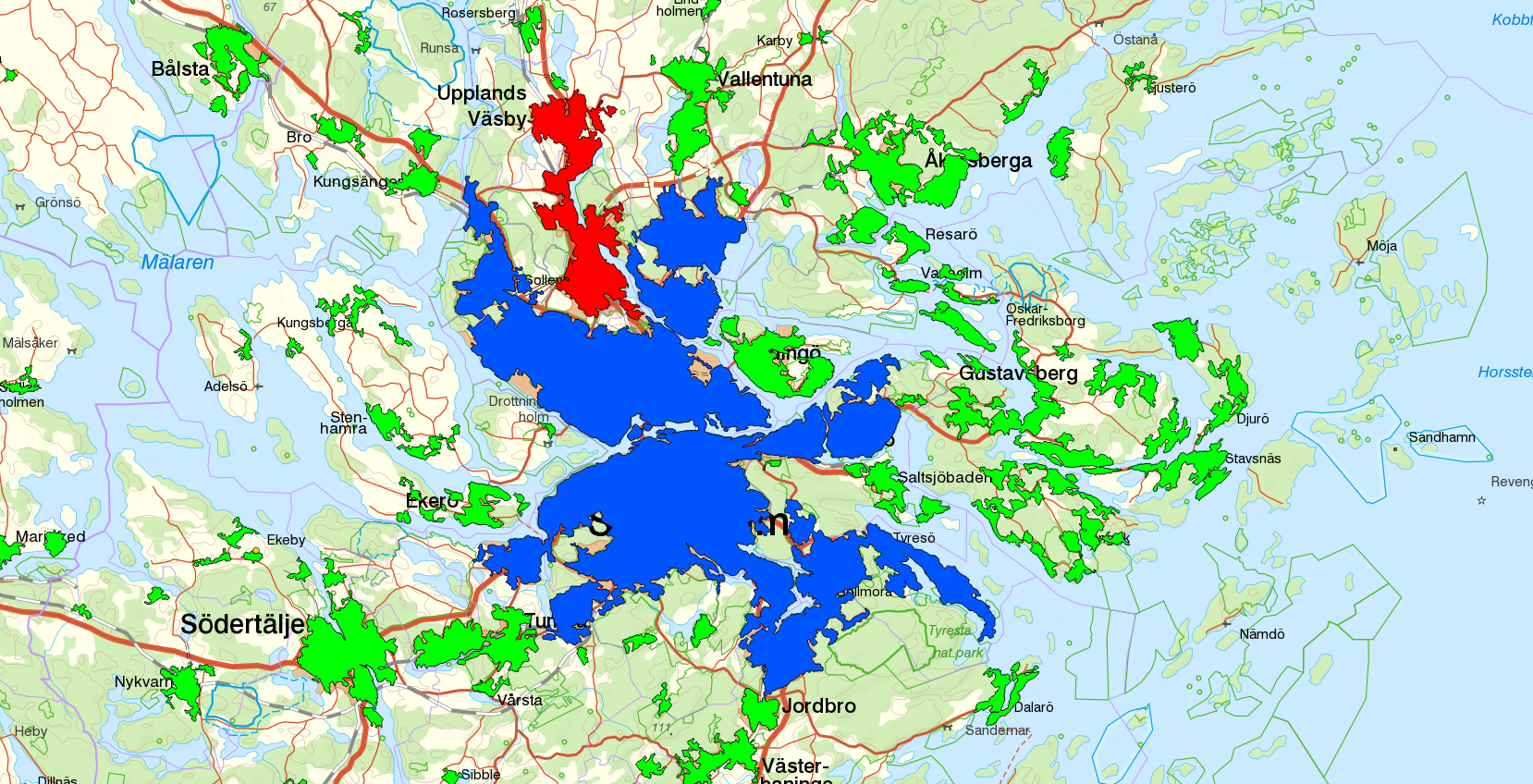
Стокгольм показано синім кольором, Уппландс-Весбю — Соллентуна червоним, інші міські території зеленим.

| Комуна         | Площа (га) | Населення |
| -------------- | ---------- | --------- |
| Стокгольм      | 535        | 32 676    |
| Соллентуна     | 2 454      | 65 859    |
| Сульна         | 53         | 5         |
| Уппландс-Весбю | 1 504      | 41 066    |